# Gran Privilegio

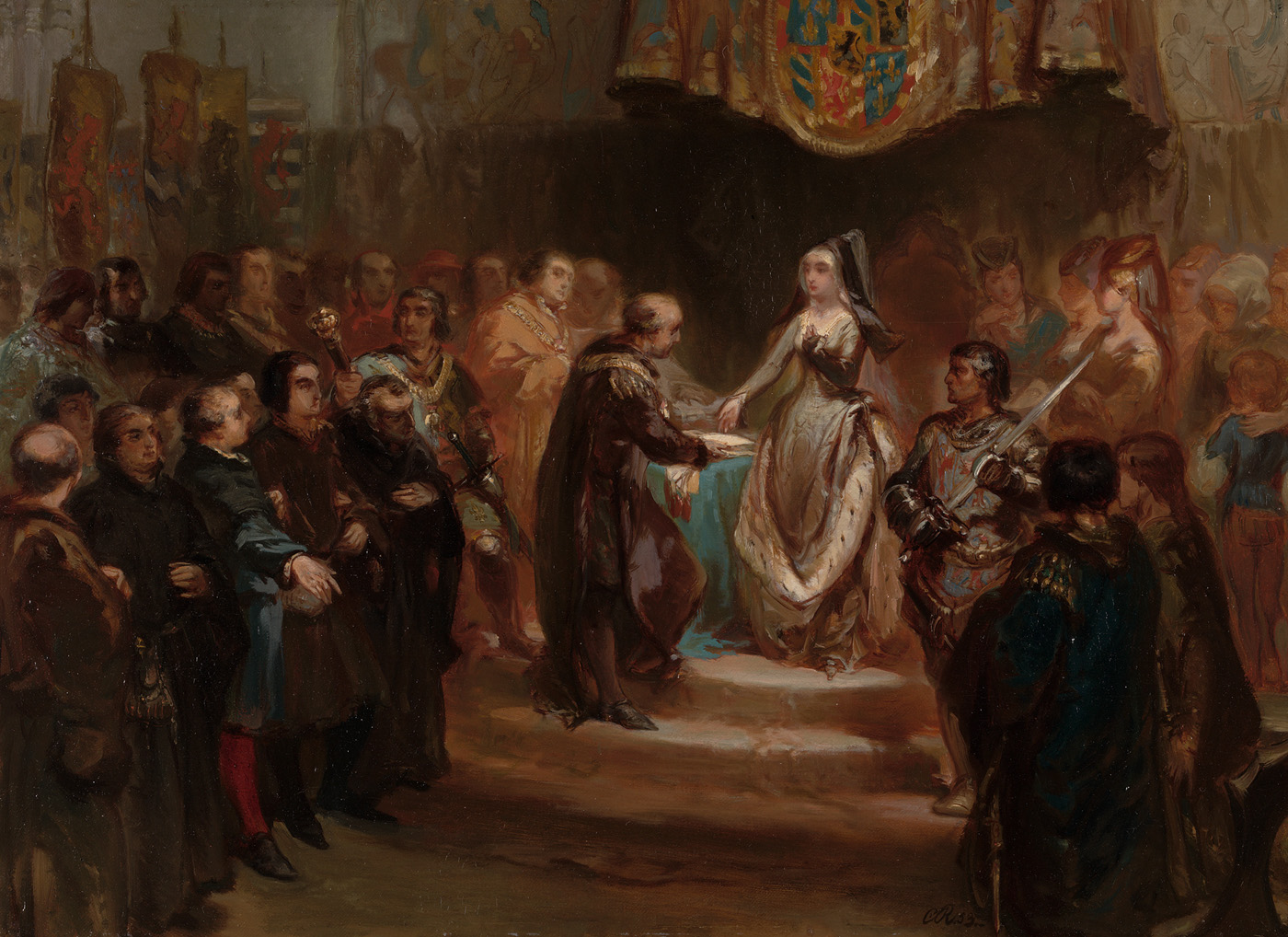
Maria di Borgogna concede il Gran Privilegio, dipinto del XIX secolo di Charles Rochussen.

Il Gran Privilegio fu uno strumento legale firmato da Maria di Borgogna l'11 febbraio 1477 che confermò un numero di privilegi agli Stati Generali. Sulla base di questo accordo, le province ed i villaggi di Fiandre, Brabante, Hainaut e Olanda recuperarono tutti i loro diritti locali e comunali che erano stati aboliti per decreti dai precedenti duchi di Borgogna Carlo il Temerario e Filippo il Buono nel loro tentativo di creare uno stato centralizzato sul modello francese.

## Antefatto

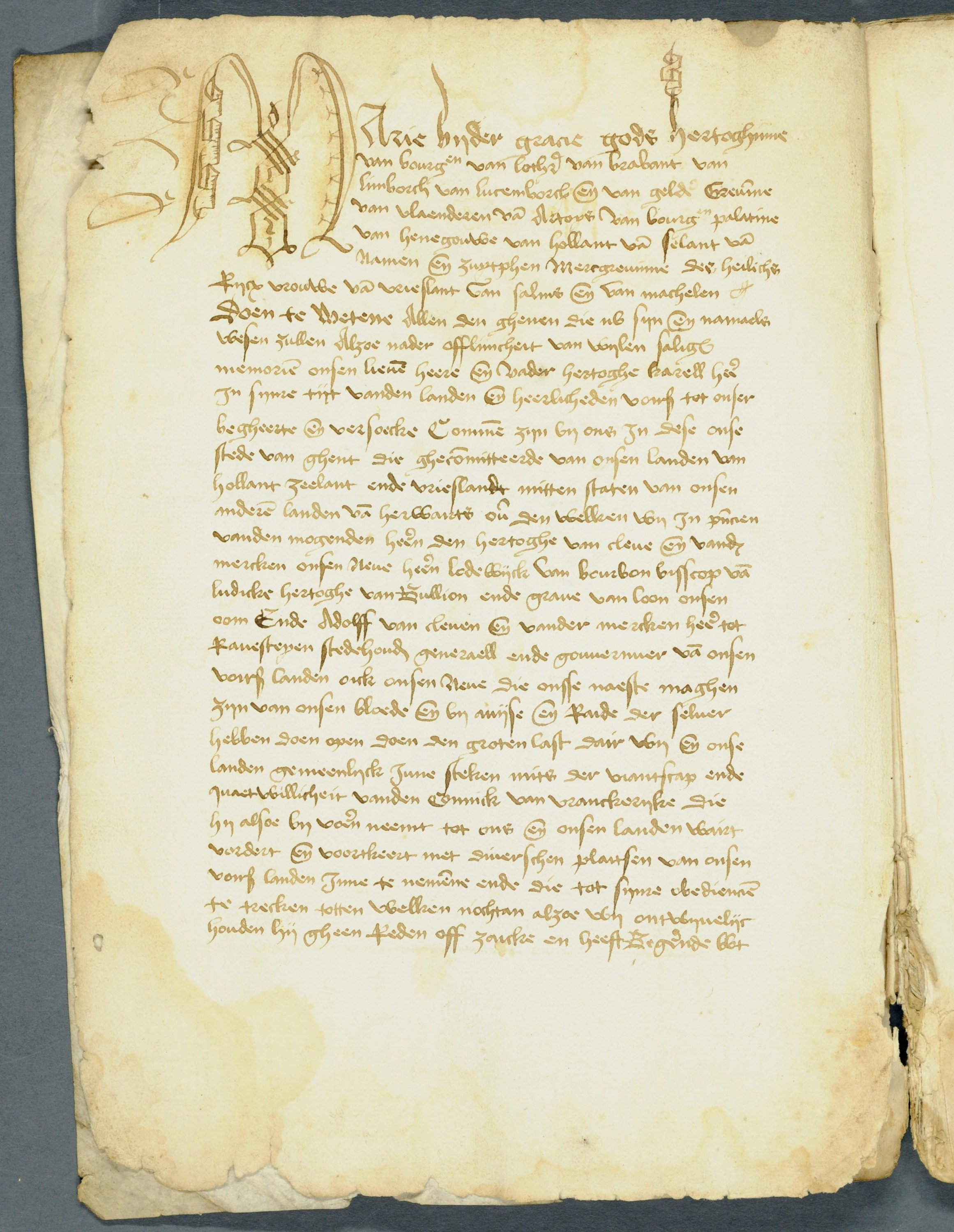
Prima pagina del Gran Privilegio.

Quando Carlo il Temerario morì inaspettatamente il 5 gennaio 1477 nel corso della battaglia di Nancy, sua figlia Maria di Borgogna a diciannove anni divenne duchessa di Borgogna. A quel tempo, il suo matrimonio con Massimiliano I non era ancora stato celebrato, perciò rimase sola a governare un paese frammezzato a grandi potenze. La posizione di Maria era debole. Luigi XI di Francia aveva conquistato la Borgogna e la Franca Contea ed aveva invaso l'Artois e la Piccardia dopo la morte di Carlo il Temerario. Tra i cittadini del ducato vi era molto scontento che non rese più semplice il compito di Maria. Il Ducato di Gheldria ed il principato di Liegi avevano già dichiarato la loro indipendenza. Il 3 febbraio 1477 venne convocato un incontro urgente degli Stati Generali. Gli Stati erano preparati a garantire a Maria di Borgogna il loro pieno sostegno con relative risorse finanziarie, ma solo a seguito di una serie di concessioni.
Il Gran Privilegio garantito da Maria quindi fu perlopiù basato sulle richieste degli Stati. Questi si erano opposti all'amministrazione centralizzata dei Paesi Bassi borgognoni. Il potere del governo centrale dovette essere suddiviso in una serie di provincie con poteri propri. Dopo la concessione del Gran Privilegio l'autorità di Maria sembrò riprendere piede. Ad ogni modo ogni stato reclamava dei bisogni e nel contempo dei privilegi commisurati alle proprie necessità.

## Disposizioni
Le principali disposizioni furono:
- Abolizione del Parlamento di Mechelen
- La creazione di un Gran Consiglio composto da 24 membri che avrebbero aiutato Maria nell'amministrazione dello stato
- Il mantenimento delle specifiche tradizioni di ogni regione così da mantenere inalterata ogni identità locale
- Alla duchessa non era concesso sposarsi, dichiarare guerra o proclamare nuove tasse senza il consenso degli Stati
- Solo i residenti di una provincia avrebbero potuto ricoprire incarichi in quella regione, non persone esterne
- Nei tribunali locali erano ammessi solo giudici locali, non persone esterne
- Gli Stati avrebbero potuto convocare una loro sessione quando, come e dove avessero ritenuto più opportuno
- Nelle province di lingua olandese i documenti ufficiali sarebbero stati redatti in olandese e non in francese (che pure era la lingua di stato)
- Restaurazione dell'Ufficio di Contabilità di Le Hague

## Fine
Molti aspetti del Gran Privilegio vennero ignorati quando la posizione di Maria si rafforzò. Dopo la morte di Maria nel 1482, suo marito Massimiliano I, agendo da tutore del loro figlio Filippo I di Castiglia, abolì definitivamente il trattato. Le città fiamminghe si ribellarono per mantenere la loro autonomia, ma non riuscirono ad ottenere nulla.